# Chama aus Nehardea
R. Chama aus Nehardea, auch Hama in Nehardea, († 377) war ein bedeutender babylonischer Amoräer der 5. Generation und lebte und wirkte im vierten nachchristlichen Jahrhundert.
Er war ein Zeitgenosse Papas und Schüler Chisdas. Nach dem Tode Nachmans b. Isaak wurde er Oberhaupt der Gelehrtenschule in Pumbedita.